# Riu Beauly
El riu Beauly (gaèlic escocès: Abhainn nam Manach, pronunciat [ˈavɪɲ nə ˈmanəx]) és un riu de les Terres altes d'Escòcia. Es troba a uns 15 km a l'oest de la ciutat d'Inverness.
El Beauly té aproximadament 25 km de llarg. Neix prop de la localitat de Struy, amb la confluència del riu Farrar i del riu Glass. El riu serpenteja a mesura que flueix cap a l'est, passant al sud de Beauly i desemboca al Beauly Firth, conjuntament amb el riu Ness.

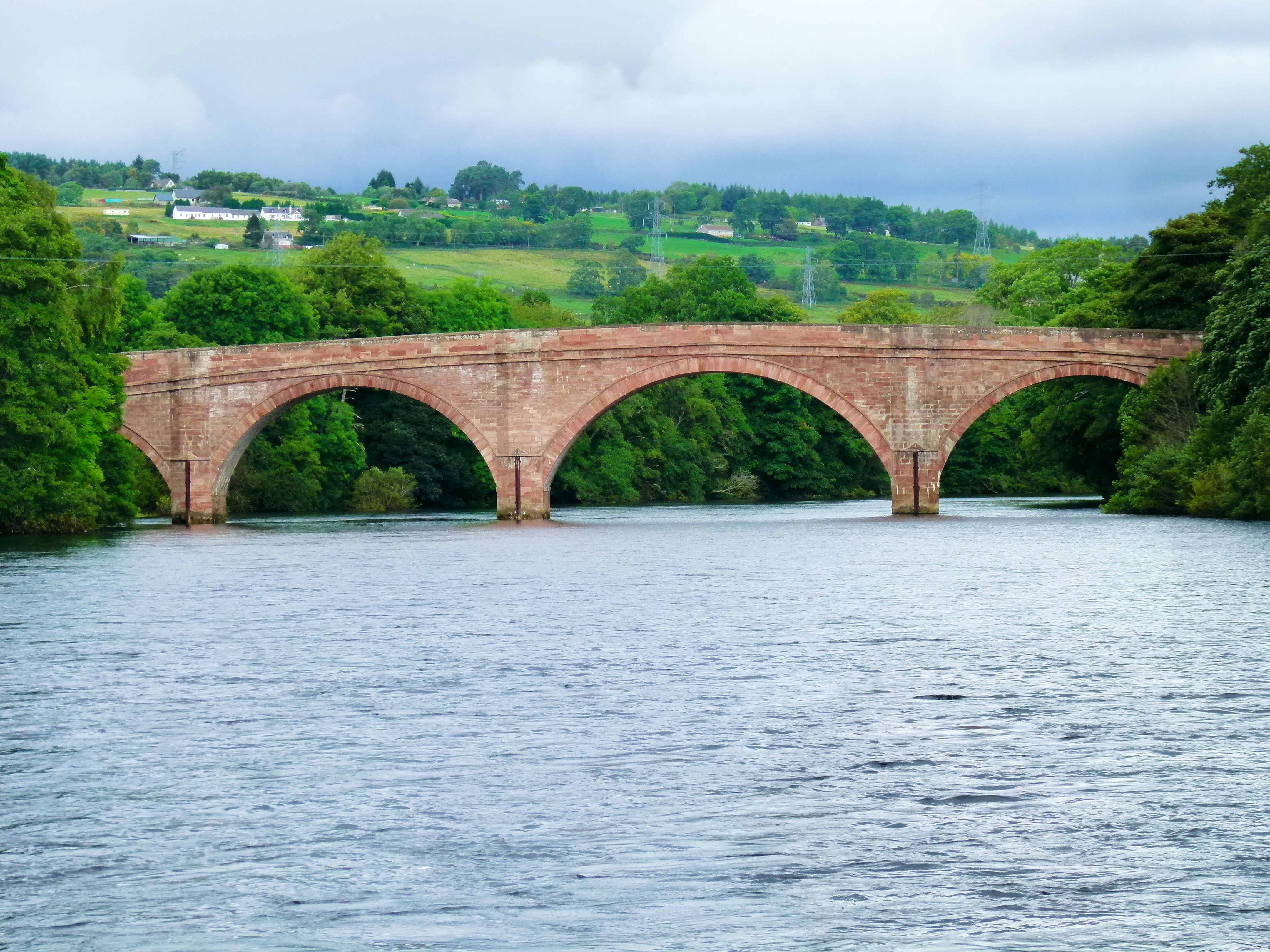
Pont Lovat.

El primer pont que s'hi va construir va ser vers el 1817, quan Thomas Telford hi va construir el pont Lovat de cinc arcs a un quilòmetre al sud-oest de Beauly. Aquest pont portava l'A9, la ruta principal cap al nord, fins que es va obrir el pont de Kessock el 1982. A la dècada de 1860 s'hi va construir un pont ferroviari als afores de Beauly per portar el ferrocarril d'Inverness i Ross-shire (avui dia la línia Far North). Un altre pont de carretera, prop de Kilmorack, es va construir al segle xx.
El riu forma part del sistema hidroelèctric Affric-Beauly, amb preses i centrals elèctriques a Aigas i Kilmorack. Tots dos disposen de generadors de 20 MW i inclouen passos de peixos per a permetre el pas del salmó. El pas de peix d'Aigas s'obre als visitants a l'estiu.
Eilean Aigas és una illa que hi ha al riu.